# Svébohy
Svébohy jsou vesnice, část obce Horní Stropnice v okrese České Budějovice v  Jihočeském kraji. Leží v podhůří Novohradských hor v nadmořské výšce 529 metrů, dva kilometry severně od obce Horní Stropnice.

## Název
Název obce měl v minulosti několik podob, od českého názvu Swegbohowicz, Svejbohy, Swybohy, po německou podobu Zweiendorf.

## Historie
První písemná zmínka o vesnici pochází z roku 1411. Dominantou vsi je bývalá středověká tvrz, opodál se nachází pozdně barokní síňová kaple se zvonicí. Obě stavby jsou chráněny jako kulturní památky.

## Přírodní poměry
Do cípu katastrálního území na jihovýchodě zasahuje malá část národní přírodní památky Terčino údolí.

## Obyvatelstvo
| Rok            | 1869 | 1880 | 1890 | 1900 | 1910 | 1921 | 1930 | 1950 | 1961 | 1970 | 1980 | 1991 | 2001 | 2011 | 2021 |
| -------------- | ---- | ---- | ---- | ---- | ---- | ---- | ---- | ---- | ---- | ---- | ---- | ---- | ---- | ---- | ---- |
| Počet obyvatel | 240  | 292  | 338  | 254  | 237  | 253  | 195  | 107  | 169  | 78   | 80   | 68   | 48   | 48   | 43   |
| Počet domů     | 36   | 44   | 50   | 48   | 47   | 46   | 49   | 43   | 73   | 19   | 22   | 27   | 23   | 25   | 27   |

## Obecní správa
Při sčítání lidu v letech 1850–1964 Svébohy byly samostatnou obcí, se kterým patřily nejprve do okresu Kaplice, ale v roce 1950 v okrese Trhové Sviny a od roku 1960 v okrese České Budějovice. Od 14. června 1964 jsou částí obce Horní Stropnice v okrese České Budějovice. V letech 1850–1964 k obci patřily Humenice a Krčín a od 24. května 1950 do 13. června 1964 také Střeziměřice.

## Pamětihodnosti
- Kaplička
- Tvrz
- Troje boží muka